# صوفي أوستر
صوفي أوستر (بالإنجليزية: Sophie Auster)‏ هي مغنية , مؤلفة أغاني و ممثلة أمريكية. ولدت في 6 من يوليو سنة 1987 بـ بروكلين، نيويورك، الولايات المتحدة. هي ابنة المؤلفين بول أوستر وسيري هوستفيدت.

## روابط خارجية
- صوفي أوستر على موقع IMDb (الإنجليزية)
- صوفي أوستر على موقع روتن توميتوز (الإنجليزية)
- صوفي أوستر على موقع مونزينجر (الألمانية)
- صوفي أوستر على موقع ألو سيني (الفرنسية)
- صوفي أوستر على موقع ميوزك برينز (الإنجليزية)
- صوفي أوستر على موقع أول موفي (الإنجليزية)
- صوفي أوستر على موقع أول ميوزيك (الإنجليزية)
- صوفي أوستر على موقع ديسكوغز (الإنجليزية)
- صوفي أوستر على موقع قاعدة بيانات الفيلم (الإنجليزية)
- صوفي أوستر على موقع ليتربوكسد (الإنجليزية)